# Aníbal Bragança
Aníbal Francisco Alves Bragança (Santa Maria da Feira, Aveiro, 16 de Julho de 1944 — Niterói, Rio de Janeiro, 5 de Fevereiro de 2022), Professor e Pesquisador da História do Livro, foi um exemplar professor universitário, pesquisador e livreiro.

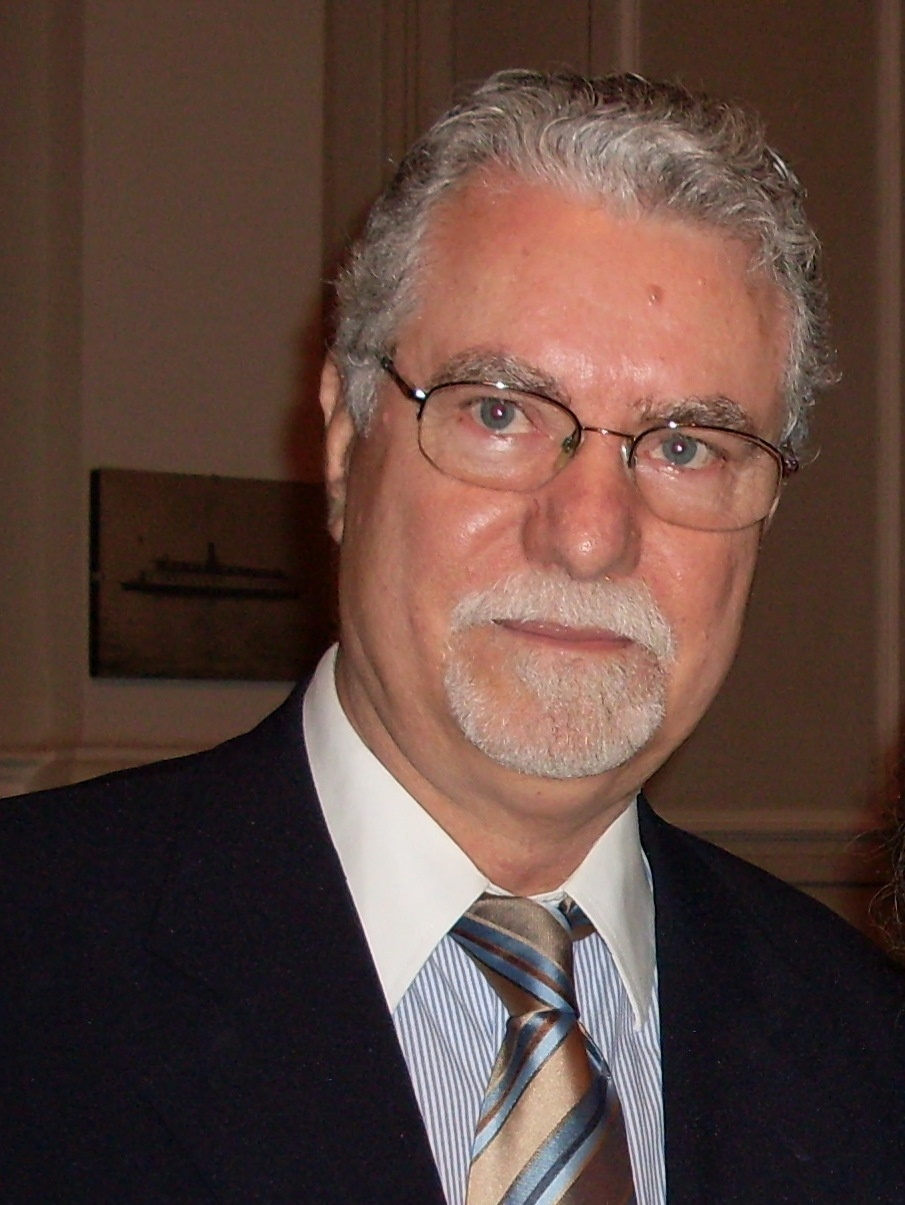
Aníbal Bragança (1944-2022)

## Vida
Em 1956, mudou-se com sua família para o Brasil, passando a residir em Niterói (RJ), onde estudou no Liceu Nilo Peçanha e passou a frequentar a Biblioteca Pública do Estado.
Cultor dos livros, em 1966, abriu com amigos a livraria "Encontro", depois reorganizou com outros sócios a livraria "Diálogo". Em 1975, fundou a "Pasárgada", primeira livraria do bairro de Icaraí, em Niterói, ponto cultural da cidade, promovendo encontros com autores, palestras e exposições de arte.
Graduado em História pela Universidade Federal Fluminense-UFF em 1975, fez carreira acadêmica e docente. Obteve o mestrado (1995)  e o doutorado (2001)  em Ciências da Comunicação (Jornalismo e Editoração), pela Universidade de São Paulo (ECA-USP). Professor do Instituto de Arte e Comunicação Social (IACS), da Universidade Federal Fluminense-UFF, de 1985 a 2014. 
Aníbal Bragança faleceu na madrugada de 5 de fevereiro de 2022, aos 77 anos, em Niterói (RJ), onde vivia com a família. Ele recebeu várias homenagens: dos docentes da Universidade Federal Fluminense (UFF); da Diretoria (gestão 2020-2023) e de pesquisadores da INTERCOM, de Plinio Martins Filho; da Associação Brasileira das Editoras Universitárias-ABEU; do jornal PublishNews. A Prefeitura de Niterói decretou "luto de três dias em homenagem ao intelectual Aníbal Bragança". Em 2024 foi inaugurada em Niterói a Casa Aprendiz Musical Professor Aníbal Bragança.

## Realizações
Lecionou nos cursos de graduação da UFF - Comunicação e Estudos de Mídia. Foi docente do Programa de Pós-Graduação em Comunicação da mesma universidade (PPGCOM-UFF), bolsista de Produtividade e Consultor do CNPq, pesquisador na área de Comunicação e Cultura, com ênfase em História do Livro e da Leitura, Cultura Letrada, História da Comunicação, Mercado editorial e Políticas Públicas para o Livro e a Leitura. Em 2015, foi diretor da Editora da UFF (EdUFF), cargo em que permaneceu até 2018. Foi coordenador-geral de Pesquisa e Editoração da Fundação Biblioteca Nacional (2011-2013) e diretor-interino do programa de leitura PROLER. 
Sua dissertação de mestrado foi publicada em 1999 com o título Livraria ideal: do cordel à bibliofilia e integra a coleção Memória Editorial da EDUSP.
Fundou e coordenou o Núcleo de Pesquisa sobre Livro e História Editorial no Brasil (LIHED) , na Universidade Federal Fluminense (UFF), onde coordenou (2004-2005) o Convenio com a Université de Versailles-Saint-Quentin en Yvelines (França).  O LIHED guarda o acervo da Livraria Francisco Alves, editora estabelecida em 1854, no Rio de Janeiro, que em 2024 completa 170 anos. O livreiro Francisco Alves de Oliveira (1848-1917) foi um dos grandes editores do Brasil, cuja trajetória foi tema da tese de doutorado de Aníbal Bragança, dedicando-lhe vários artigos e o Rei do Livro: Francisco Alves na história do livro e da leitura no Brasil, publicado em 2016, pela EDUSP. 
Aníbal Bragança organizou dois importantes eventos acadêmicos sobre a história do livro e da leitura, mobilizando pesquisadores brasileiros e estrangeiros de diversas áreas do conhecimento, como História, Comunicação, Letras, Educação, Biblioteconomia e Arquivística.

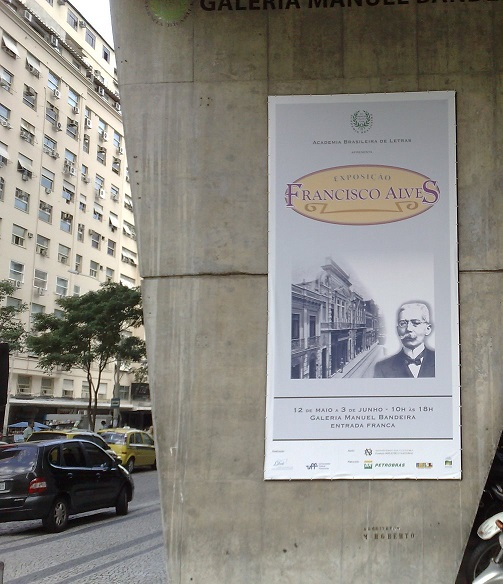
Exposição Francisco Alves, Academia Brasileira de Letras, 2009

Sobre a exposição, registra o site da Academia:
| “ | Do dia 12 de maio ao dia 3 de junho [de 2009], a Academia Brasileira de Letras abriga a Exposição Francisco Alves, que está aberta ao público das 10 às 18h, na Galeria Manuel Bandeira, no Palácio Austregésilo de Athayde. Sob curadoria de Aníbal Bragança (Lihed / UFF - CNPq), a Exposição Francisco Alves é parte intergrante do projeto Memória Editorial: preservando fontes primárias para a história da vida literária brasileira (1854 - 1954), de organização, recuperação e acessibilidade da documentação histórica e do fundo editorial da livraria Francisco Alves, acolhido e abrigado no Lihed - UFF, com apoio da Biblioteca Central do Gragoatá (BCG) e do Lacord (Laboratório de Conservação e Restauração de Documentos) do Núcleo de Documentação (NDC) da Universidade Federal Fluminense - UFF, no Campus Gragoatá, em Niterói - RJ. | ” |
|   | — Exposição Francisco Alves. Academia Brasileira de Letras. 2009.. |   |

## Prêmios
2011 - 53o Prêmio Jabuti 2011 de melhor livro do ano na área de Comunicação concedido ao livro Impresso no Brasil, organizado em coautoria com Márcia Abreu, Câmara Brasileira da Livro - CBL.
2007 - Intelectual do Ano, 2007-2008, Grupo Mônaco de Cultura, de Niterói - Rio de Janeiro - Brasil.
2006 - Paraninfo da Turma de Comunicação Social da UFF (UFF 2001), com Ana Lúcia da Silva Enne.
2002 - Benfeitor, Real Gabinete Português de Leitura do Rio de Janeiro.
1996 - Prêmio Intercom - Editoração, Sociedade Brasileira de Estudos Interdisciplinares de Comunicação - Intercom.
1991 - Comendador da Ordem do Mérito, Presidência da República Portuguesa.
1985 - Cidadão Honorário Niteroiense, Câmara Municipal de Niterói.

## Obras
2016 - BRAGANÇA, Aníbal (Org.). Rei do livro: Francisco Alves na história do livro e da leitura no Brasil. 1. ed. São Paulo: Editora da Universidade de São São Paulo - EDUSP; Niterói: LIHED/Universidade Federal Fluminense-UFF, 2016. 1. v. 352p.
2011 - BRAGANÇA, Aníbal (Org.). Clássicos brasileiros, uma seleção de autores com obras em domínio público; Brazilian classics, a selection of authors with works in public domain. 1. ed. Rio de Janeiro ; São Paulo: Fundação Biblioteca Nacional; Imprensa Oficial do Estado de São Paulo, 2011. v. 1. 113p.
2010 - BRAGANÇA, Aníbal; ABREU, M. (Orgs.). Impresso no Brasil: Dois séculos de livros brasileiros]. 1. ed. São Paulo: Editora da Universidade Estadual Paulista-UNESP, 2010. v. 1. 664p. Livro vencedor do 53o Prêmio Jabuti, na categoria Comunicação.
2005 - BRAGANÇA, Aníbal; LOPES, M. I. V.; MOREIRA, S. V.; MELO, J. M. (Orgs.). Pensamento Comunicacional Brasileiro/Brazilian Research in Communication. 1. ed. S. Paulo: Intercom - Sociedade Brasileira de Estudos Interdisciplinares da Comunicação, 2005. v. 1. 280p.
2004 - BRAGANÇA, Aníbal; Luís Antônio Pimentel; MARTINS, I. L.; BARROS, T.; COELHO, M.; BITTENCOURT, E. L. (Orgs.). Enciclopédia de Niterói. 1a.. ed. Niterói - RJ: Niterói Livros - Fundação de Arte de Niterói, 2004. v. 1. 430p.
2004 - BRAGANÇA, Aníbal; Luís Antônio Pimentel; SANTOS, Maria Lizete dos; NINOMIYA, S. R. L.; TEIXEIRA, L.; LEAHY, C.; CARVALHO, L. F. M. (Orgs.). Contos do Velho Nipon - 12 dias com Leviana - Tankas e haicais (Prosa e poesia reunidas). 1a.. ed. Niterói - RJ: Niterói Livros - Fundação de Arte de Niterói, 2004. v. Único. 512p.
2004 - BRAGANÇA, Aníbal; Luís Antônio Pimentel; MOREIRA, S. V.; GOMES, L. (Orgs.). Crônicas do Rádio nos tempos áureos da Mayrink Veiga. 1a.. ed. Niterói - RJ: Niterói Livros - Fundação de Arte de Niterói, 2004. v. Único. 256p.
2003 - BRAGANÇA, Aníbal; MARTINHO, F.; SANTOS, G.; ALVES, I. M. F.; MOTA, M. A. R.; BARBOSA, S. M. (Orgs.). Revista Convergência Lusíada 20 Relações Luso-brasileiras. 1. ed. Rio de Janeiro: Real Gabinete Português de Leitura do Rio de Janeiro, 2003. v. 1. 280p.
2002 - BRAGANÇA, Aníbal; SANTOS, Maria Lizete dos (Orgs.). A profissão do poeta: 13 pequenos ensaios e depoimentos em homenagem a Geir Campos & Carta aos livreiros do Brasil, poemas e outros textos inéditos de Geir Campos. 1. ed. Niterói: Imprensa Oficial do Estado do Rio de Janeiro, 2002. v. 1. 176p.
2002 - BRAGANÇA, Aníbal; SANTOS, G.; RIBEIRO, G. S.; ALVES, I. M. F.; MOTA, M. A. R.; BARBOSA, S. M. (Orgs.). Relações Luso-brasileiras - Convergência Lusíada 19. Rio de Janeiro: Real Gabinete Português de Leitura do Rio de Janeiro, 2002. v. 1. 447p.
1999-2009 - BRAGANÇA, Aníbal. Livraria Ideal: do cordel à bibliofilia. 1. ed. Niterói: Editora da Universidade Federal Fluminense - Eduff ; Edições Pasárgada, 1999. v. 1. 256p.; 2. ed. Ideal, do Cordel à Bibliofilia]. 2. ed. São Paulo: Edusp; Com-Arte, 2009. v. 1. 242p.